# Seven de Viña del Mar 2017
El Seven de Viña del Mar de 2017 fue un torneo de rugby 7 que se disputó del 13 al 15 de enero de 2017 en la sede de Old Mackayans en Viña del Mar (Chile).
Hubo dos torneos, uno de selecciones en el marco del Circuito Sudamericano de Seven 2016-17, y otro de clubes.
En la final de selecciones Fiyi se quedó con la copa de oro (y también con el Sudamérica Rugby 7) tras imponerse a la Argentina por 19 a 12. Mientras que en el torneo de clubes el triunfo fue para Córdoba Athletic sobre Stade Francais por 12 a 5.

## Copa de selecciones
El torneo de selecciones perteneció a la última de dos etapas del circuito del Sudamérica Rugby Sevens 2017, y entregó para los mejores equipos sudamericanos (excepto Argentina) dos plazas para el clasificatorio de la Serie Mundial de Rugby 7 2017-18 en Hong Kong y una invitación para el mejor sudamericano (excepto Argentina) para participar en los sevens de Las Vegas y Vancouver.

### Equipos participantes
| Grupo A - Argentina - Brasil - Estados Unidos - Uruguay | Grupo B - Fiyi - Canadá - Chile - Colombia |

### Primera jornada[6]
Fase de grupos
| 14 de enero 13:20 | Argentina | 28 - 7 | Brasil |  |  |

| 14 de enero 13:40 | Estados Unidos | 12 - 14 | Uruguay |  |  |

| 14 de enero 14:00 | Fiyi | 33 - 0 | Canadá |  |  |

| 14 de enero 14:20 | Chile | 28 - 0 | Colombia |  |  |

| 14 de enero 16:00 | Argentina | 24 - 5 | Uruguay |  |  |

| 14 de enero 16:20 | Estados Unidos | 12 - 5 | Brasil |  |  |

| 14 de enero 16:40 | Fiyi | 36 - 5 | Colombia |  |  |

| 14 de enero 17:00 | Chile | 27 - 14 | Canadá |  |  |

| 14 de enero 19:10 | Argentina | 26 - 0 | Estados Unidos |  |  |

| 14 de enero 19:30 | Uruguay | 24 - 7 | Brasil |  |  |

| 14 de enero 19:50 | Colombia | 12 - 36 | Canadá |  |  |

| 14 de enero 20:10 | Fiyi | 31 - 12 | Chile |  |  |

### Segunda jornada
Cuartos de final
| 15 de enero 13:00 | Argentina | 19 - 7 | Colombia |  |  |

| 15 de enero 13:20 | Uruguay | 5 - 24 | Canadá |  |  |

| 15 de enero 13:40 | Estados Unidos | 10 - 26 | Chile |  |  |

| 15 de enero 14:00 | Brasil | 0 - 54 | Fiyi |  |  |

Semifinales de bronce
| 15 de enero 15:40 | Colombia | 26 - 14 | Estados Unidos |  |  |

| 15 de enero 16:00 | Uruguay | 26 - 0 | Brasil |  |  |

Semifinales de oro
| 15 de enero 16:20 | Argentina | 19 - 17 | Chile |  |  |

| 15 de enero 16:40 | Canadá | 10 - 29 | Fiyi |  |  |

Final de Hierro (7º Puesto)
| 15 de enero 18:40 | Estados Unidos | 14 - 7 | Brasil |  |  |

Final de Bronce (5º Puesto)
| 15 de enero 19:00 | Colombia | 5 - 21 | Uruguay |  |  |

Final de Plata (3er Lugar)
| 15 de enero 19:20 | Chile | 26 - 14 | Canadá |  |  |

Final de Oro (1er Lugar)
| 15 de enero 20:10 | Argentina | 12 - 19 | Fiyi |  |  |

### Posiciones finales
| Posición | Selección      | Ptos |
| -------- | -------------- | ---- |
| 1        | Fiyi           | 22   |
| 2        | Argentina      | 19   |
| 3        | Chile          | 17   |
| 4        | Canadá         | 15   |
| 5        | Uruguay        | 12   |
| 6        | Colombia       | 10   |
| 7        | Estados Unidos | 8    |
| 8        | Brasil         | 7    |

## Copa de clubes

### Equipos participantes
Clasificatorio
| Fase de clasificación 1 - Universidad Católica - Universitario Mendoza - Old Navy RHC | Fase de clasificación 2 - Old Reds - Huazihul RC - Universitario San Juan | Fase de clasificación 3 - Stade Francais - Palermo Bajo - San Juan RC | Fase de clasificación 4 - Old Makcs B - UNI de Mar del Plata - PWCC |

### Jornada de clasificación
- Universidad Católica 24 – 5 Universitario Mendoza
- Old Reds 21 – 7 Huazihul RC
- Stade Francais 17 – 5	Palermo Bajo
- Old Macks B 7 – 19 UNI de Mar del Plata
- Universitario Mendoza 19 – 12	Old Navy RHC
- Huazihul RC 24 – 7 Universitario San Juan
- Palermo Bajo 14 – 14 San Juan RC
- UNI de Mar del Plata 15 – 7 PWCC
- Universidad Católica 22 – 0 Old Navy RHC
- Old Reds 19 – 0 Universitario San Juan
- Stade Francais 17 – 10 San Juan RC
- Old Macks B 0 – 5 PWCC

Cuadro principal
| Grupo A - Liceo RC - Sporting RC - UNI de Mar del Plata | Grupo B - Old Mackayans - Old John's - Stade Francais | Grupo C - Córdoba Athletic - Old Boys - Old Reds | Grupo D - COBS - Viña RC - Universidad Católica |

En cursiva los equipos provenientes de la qualy.
| - Liceo RC 7 – 7 UNI de Mar del Plata - Old Mackayans 0 – 7 Stade Francais - Córdoba Athletic 33 – 0 Old Reds - COBS 19 – 7 Universidad Católica - Liceo RC 7 – 21 Sporting RC - Old Mackayans 31 – 5 Old John's - Córdoba Athletic 24 – 10 Old Boys - COBS 21 – 12 Viña RC - Sporting RC 0 – 12 UNI de Mar del Plata - Old John's 12 – 12 Stade Francais - Old Boys 0 – 28 Old Reds - Viña RC 5 – 21 Universidad Católica | Semifinales de bronce - Liceo RC 12 – 14 Old Boys - Old John's 12 – 5 Viña RC Semifinales de plata - Sporting RC 5 – 31 Old Reds - Old Mackayans 21 – 12 Universidad Católica Semifinales de oro - UNI de Mar del Plata 5 – 12 Córdoba Athletic - Stade Francais 23 – 5 COBS Final de bronce - Old Boys 12 – 17 Old John's Final de plata - Old Reds 19 – 12 Old Mackayans Final de oro - Córdoba Athletic 12 – 5 Stade Francais |